# Ciuboțica-cucului
Ciuboțica-cucului (Primula veris; sin. Primula officinalis Hill) este o plantă cu flori erbacee perenă din familia Primulaceae. Specia este autohtonă în cea mai mare din Europa temperată și Asia de vest și, deși absent din zonele cele mai nordice inclusiv o mare parte din nord-vestul Scoției, ea apare în mai nordicele regiuni Sutherland și Orkney și în Scandinavia. Această specie hibridizează frecvent cu alte Primulas cum ar fi Primula vulgaris pentru a forma Primula × polyantha care este confundată adesea cu ciuboțica cucului de munte (Primula elatior), o plantă mult mai rară.

## Descriere

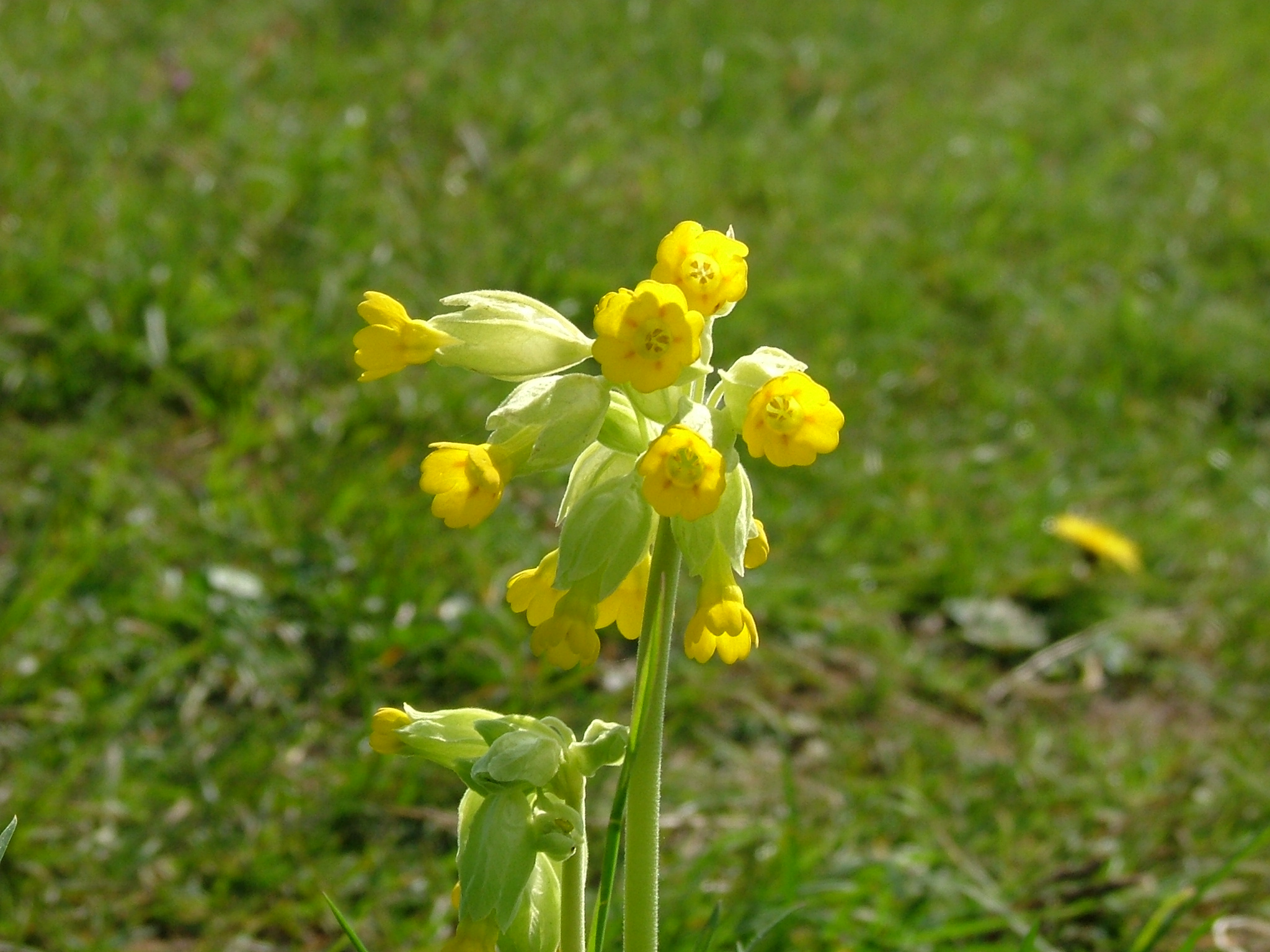
Primula veris

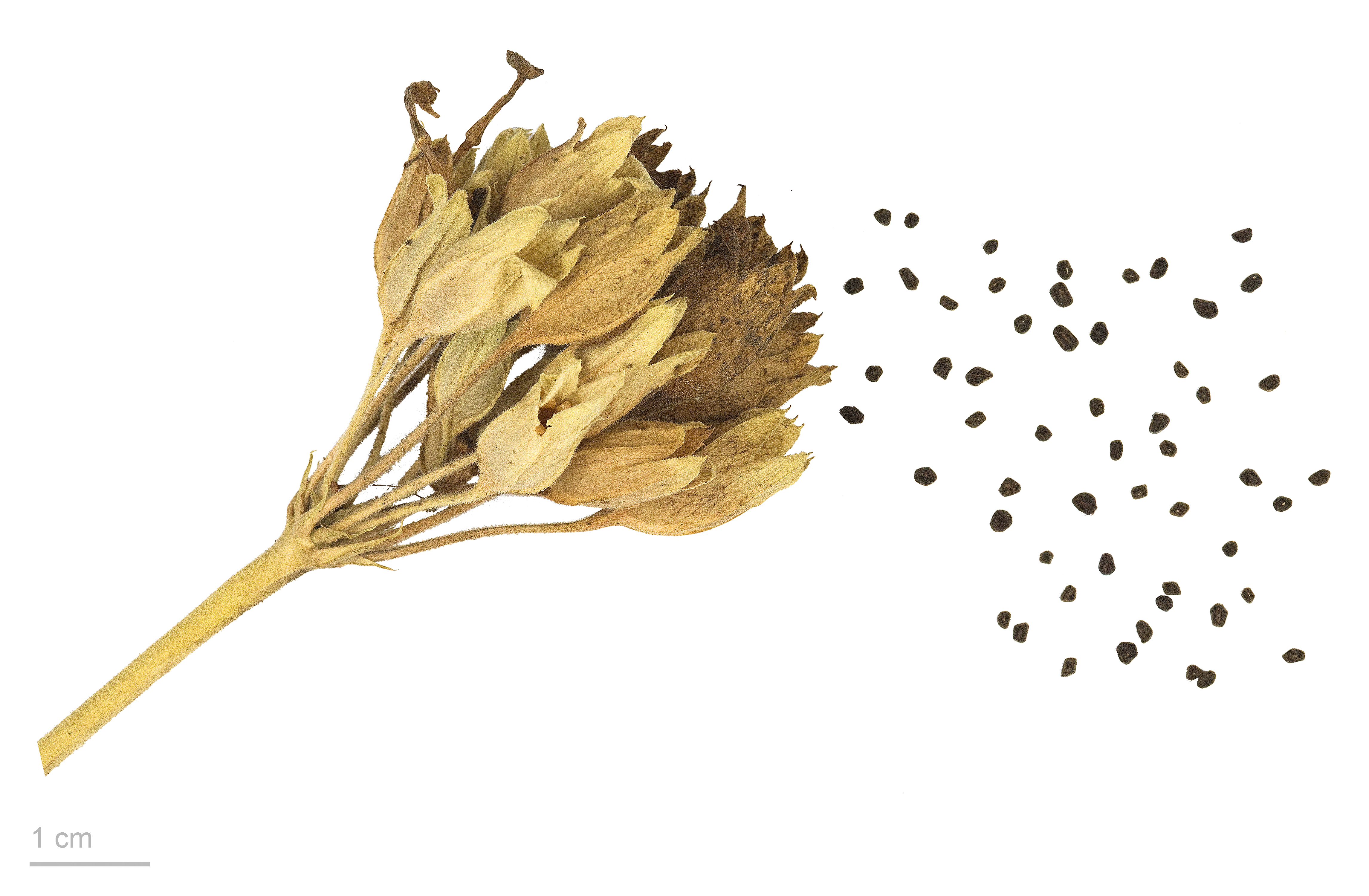
Primula veris - MHNT

Primula veris este o plantă perenă sempervirescentă sau semi-veșnic verde ce crește până la înălțimea de 25 cm, cu o rozetă de frunze de 5-15 cm lungime și 2-6 cm lățime. Florile de un galben intens apar primăvara, în grupuri de 10-30 de flori împreună pe o singură tulpină. Fiecare floare are lățimea de 9-15 mm. Plante cu flori roșii și portocalii apar rar, dar pot fi răspândite local în zonele în care înfloresc hibrizi ai genului primula, permițând polenizarea încrucișată.

## Habitat și conservare

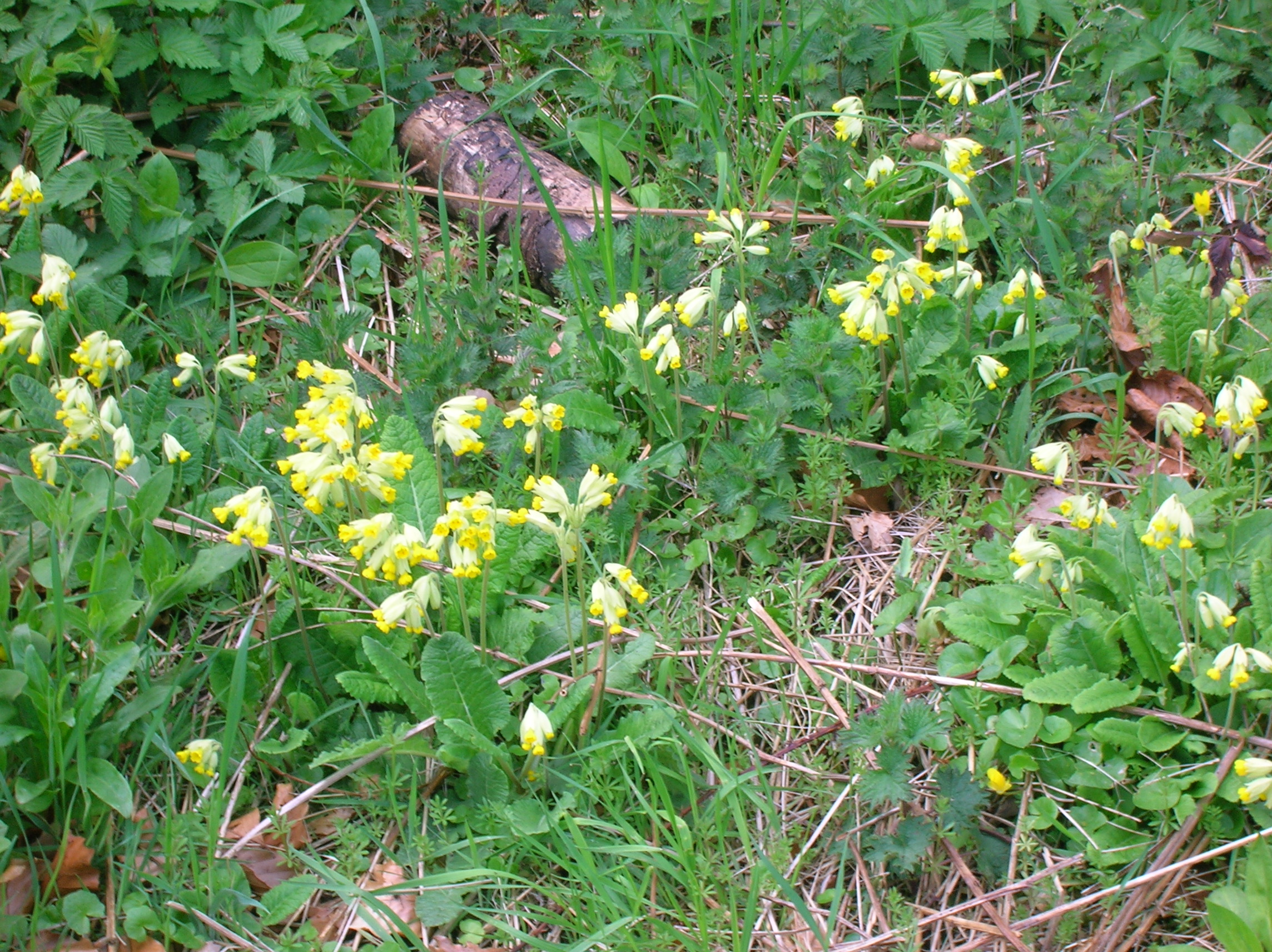
Primula veris pe o pajiște.

Ciuboțica-cucului este frecvent întâlnită pe multe terenuri deschise, inclusiv câmpuri deschise, pajiști, dune de coastă și creste stâncoase. Planta a suferit un declin din cauza schimbării practicilor agricole de-a lungul anilor 1970 și 1980 în Marea Britanie. Ea poate fi, prin urmare, rară la nivel local, deși unde a fost găsită ea este abundentă. În plus, semințele sunt acum incluse adesea în amestecuri de semințe de flori sălbatice utilizate pentru marginile vegetale ale spațiului destinat autostrăzilor.
Cultivarea acestei plante a câștigat Award of Garden Merit al Royal Horticultural Society.